# Michael Massee
Michael Massee (Kansas City, Missouri, 1 september 1952 - Los Angeles, 20 oktober 2016) soms gespeld als Michael Massey, was een Amerikaans acteur.

## Carrière
Massee speelde in veel films een slechterik. Hij was het bekendst van zijn rol in het eerste seizoen van de televisieserie 24 als Ira Gaines en in de speelfilm The Crow als Funboy. 
Massee heeft als stemacteur ook meerdere stemmen van tekenfilmseries ingesproken, waaronder die van Spellbinder in de tekenfilmversie van Batman en die van Bruce Banner in Ultimate Avengers en het vervolg Ultimate Avengers 2. In de filmklassieker Se7en had Massee ook een rolletje naast de acteurs Brad Pitt en Morgan Freeman. Ook in Lost Highway speelde hij mee.
In 2009/2010 speelde hij in de Amerikaanse hitserie FlashForward de slechterik Dyson Frost. In de serie Rizzoli & Isles had hij de rol van seriemoordenaar. Tevens was hij te zien in The Amazing Spider-Man en The Amazing Spider-Man 2 als Gustav Fiers (in de Marvel Comics bekend als The Gentelman), en had hij een hoofdrol in de Franse tv-serie Interventions (2014) als dokter Jean-François Montfort.
Hij en zijn vrouw Ellen, met wie hij in 2001 trouwde, hadden een kledingzaak in Los Angeles. 
Eind oktober 2016 overleed Massee op 64-jarige leeftijd aan maagkanker.

## Ongeluk
Massee kwam in 1993 in het nieuws door een tragisch ongeluk op de filmset. Tijdens de opnamen voor de film The Crow schoot hij per ongeluk de hoofdrolspeler Brandon Lee dood, doordat er buiten zijn schuld nog een kogel in het pistool zat. Er hadden slechts losse flodders in moeten zitten. Getraumatiseerd door het ongeluk heeft Massee een jaar niet kunnen spelen. In een interview in 2005 vertelde hij dat hij de film nooit heeft willen zien en dat hij nog steeds nachtmerries had van deze gebeurtenis. Hoewel veel speculaties de ronde deden over de vraag hoe het mogelijk was dat er een echte kogel in dit pistool had gezeten, is Massee nooit gezien als schuldig aan Lees dood.